# إفرايم كيزر
إفرايم كيزر (بالإنجليزية: Ephraim Keyser)‏ هو نحات أمريكي، ولد في 6 أكتوبر 1850 في بالتيمور في الولايات المتحدة، وتوفي في 26 يناير 1937.